# Seebronn
Seebronn est un quartier de la ville de Rottenburg am Neckar, situé en République fédérale d'Allemagne dans le Land du Bade-Wurtemberg, dans l'arrondissement de Tübingen.

## Géographie
Seebronn est situé à environ sept kilomètres au nord-ouest de Rottenburg.

### Expansion
Le territoire communal de Seebronn comporte 811 hectares, dont 73 % sont consacrés à l'agriculture, 13,9 % à la sylviculture et 11,8 % constituent des zones d'habitations.

## Population
Au 31 janvier 2008, Seebronn rassemblait 1 714 habitants (densité de population de 211 hab./km2).

### Religions
La majorité des habitants de Seebronn est catholique.